# Зелений Гай (Ізюмський район)
Зелений Гай —  село в Україні, у Борівській селищній громаді Ізюмського району Харківської області. Населення становить 133 осіб. До 2020 орган місцевого самоврядування — Першотравнева сільська рада.

## Географія
Село Зелений Гай знаходиться за 5 км від селища Степи. По селу протікає пересихаючий струмок на якому зроблено невелику загату.

## Історія
- 1750 - дата заснування.
- 12 червня 2020 року, відповідно до Розпорядження Кабінету Міністрів України № 725-р «Про визначення адміністративних центрів та затвердження територій територіальних громад Харківської області», увійшло до складу Борівської селищної громади.[1]
- 19 липня 2020 року, в результаті адміністративно-територіальної реформи та ліквідації Борівського району, увійшло до складу Ізюмського району Харківської області[2].

## Населення

### Мова
Розподіл населення за рідною мовою за даними перепису 2001 року:
| Мова       | Відсоток |
| ---------- | -------- |
| українська | 88 %     |
| російська  | 10,5 %   |
| молдовська | 1,5 %    |

## Економіка
- В селі є молочно-товарна ферма.